# Pernice Brothers
Pernice Brothers — американський інді-рок гурт, сформований Джо Пернісом після розпаду його попереднього гурту, Scud Mountain Boys. Гурт записав свій перший альбом, Overcome by Happiness, для Sub Pop у 1998 році. Після 3-річної перерви, Pernice Brothers відновили свою діяльність у 2001 році та записали альбом The World Won't End, після чого покинули лейбл Sub Pop (альбом було видано на власному лейблі Перніса, Ashmont Records). У 2003 році на лейблі Ashmont Records вийшов також альбом гурту під назвою Yours, Mine and Ours. Після турне 2004 року, на початку 2005 року було видано перший концертний альбом гурту, Nobody's Watching/Nobody's Listening, а у червні того ж року вийшов їхній четвертий студійний альбом, Discover a Lovelier You. Гурт випустив Live a Little, їхній п'ятий студійний альбом, у жовтні 2006 року. Альбом Goodbye, Killer було видано у червні 2010 року. Останній станом на сьогодні запис гурту під назвою Spread the Feeling вийшов у вересні 2019 року.

## Дискографія

### Альбоми
- Overcome by Happiness (Sub Pop; CD; 1998)
- The World Won't End (Ashmont Records; CD; 2001)
- Yours, Mine and Ours (Ashmont Records; CD; 2003)
- Nobody's Watching/Nobody's Listening; Ashmont Records; концертний; CD/DVD; 2005)
- Discover a Lovelier You (Ashmont Records; CD; 2005)
- Live a Little (Ashmont Records; CD; 2006)
- Goodbye, Killer (Ashmont Records; CD; 2010)
- Spread the Feeling (Ashmont Records; 2019)

### EP
- Australia Tour EP 2002 (Ashmont Records; концертний; EP; 2002)